# 루크 미첼
루크 미첼(Luke Mitchell, 1985년 4월 17일 ~ )는 오스트레일리아의 배우이다.

## 출연 작품
- 세븐미니츠 - 샘 역
- 세상의 모든 엄마와 딸들 - 퀸 역
- 에이전트 오브 쉴드 - 링컨 역